# 大浦国際墓地
大浦国際墓地（おおうらこくさいぼち）は、長崎県長崎市川上町にある外国人墓地。1861年（文久元年）、江戸幕府が外国人居留地のイギリス領事の要請に従う形で開設した。管理者は開設から1899年（明治32年）の居留地制度消滅まで長崎県、それ以降は長崎市となっている。

## 概要

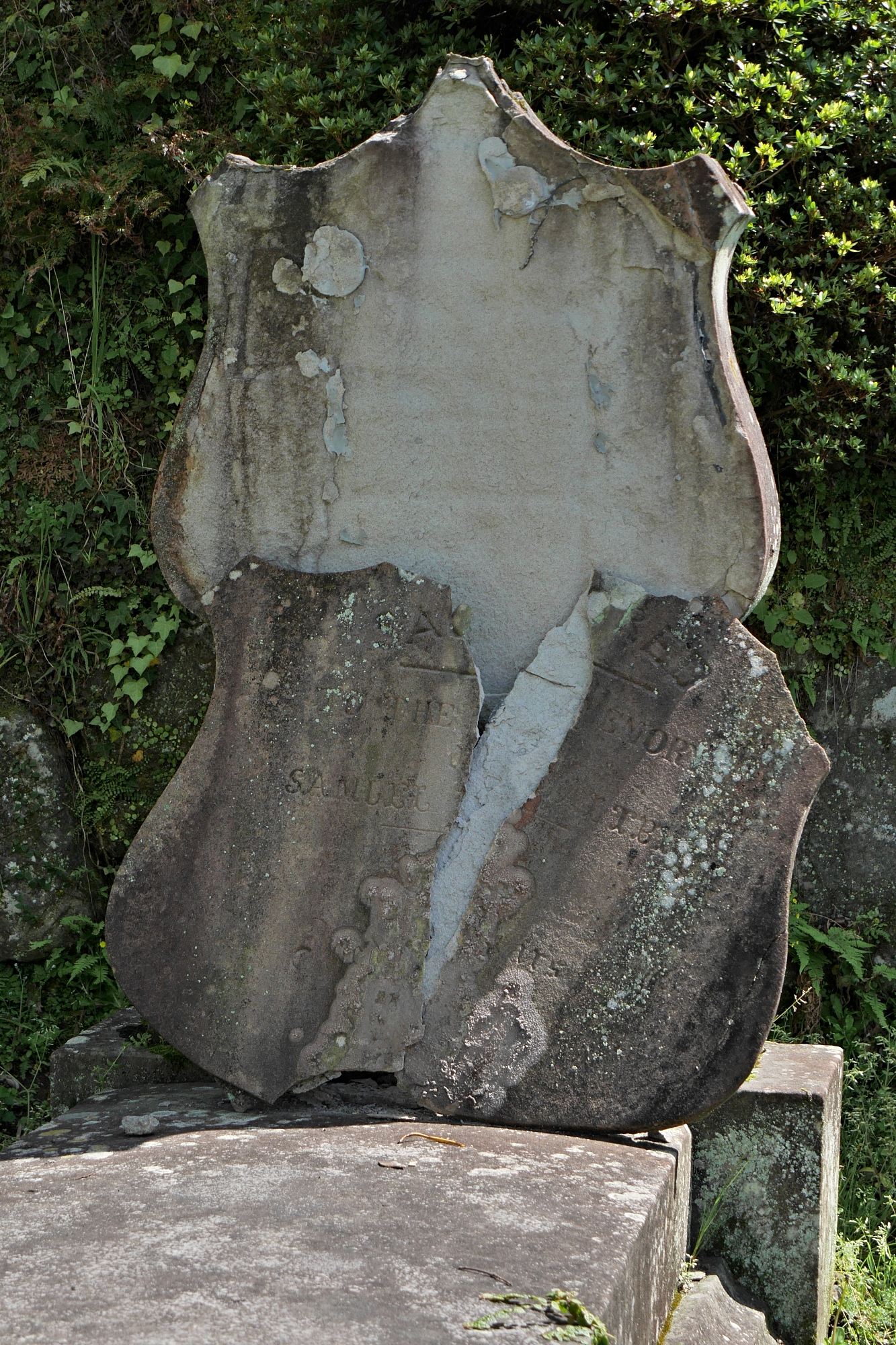
老朽化により表面が剥離した墓碑

1859年（安政6年）の開国時、長崎には長崎港西岸の悟真寺に外国人墓地が存在していたが、同所は長崎港東岸の外国人居留地から遠く不便であった。居留地の各領事は幕府に対し、イギリス領事を代表として居留地近隣に新たな外国人墓地の開設を求めた。その結果、1861年2月、外国人居留地からほど近い大浦郷字山仁田（現在の川上町）に大浦国際墓地が開設された。
墓地は5段、13列に283ヵ所の墓所が備えられていた。
長崎を訪れる外国人が増加すると共に大浦国際墓地の埋葬数も増加し、1884年（明治17年）に敷地の拡張が行われるも1880年代後半には満杯状態となった。このままでは墓地周辺住民の衛生状態に悪影響を及ぼす可能性が生じたことから、明治政府は各領事館と交渉し、1888年（明治21年）4月の坂本国際墓地（浦上山里村）開設と共に大浦国際墓地を閉鎖する契約が交わされ、同年7月1日をもって閉鎖された。
1991年（平成3年）時点で12か国の208名が埋葬されており、その多くは寄港中病気や事故で亡くなった無名の船員である。現在では風雨による浸食や老朽化により剥離し、碑文の判読が難しくなった墓碑が数多く存在している。

## 主な埋葬者
- ロバート・フォウド  -Robert Foad - （1867）・ジョン・ハッチングス - John Hutchings - （1867）：共にイギリス海軍「イカルス号」乗組員でイギリス人。イカルス号事件の犠牲者。
- ジョージ・B・ニュートン - George Bruce Newton -（1871）：イギリス人医師。1868年に日本初の性病院を横浜に開設。
- コーネリアス・H・M・フォック - Cornelis Hendrikus Matheus Fock - （1883）：オランダ人医師。長崎医学校附属病院（後の長崎大学病院）の院長を務めた。墓石には日本、および長崎医科大学への貢献を讃えて、日本語による碑文が刻まれている[7]。